# Будянка (Смоленская область)
Будянка — деревня в Починковском районе Смоленской области России. Входит в состав Стодолищенского сельского поселения. Население — 72 жителя (2007 год). 
Расположена в центральной части области в 25 км к юго-востоку от Починка, в 0,5 км восточнее автодороги А141 Орёл — Витебск, на берегу реки Жадовня. В 1,5 км южнее деревни расположена железнодорожная станция Стодолище на линии Смоленск — Рославль. 

## История
В годы Великой Отечественной войны деревня была оккупирована гитлеровскими войсками в июле 1941 года, освобождена в сентябре 1943 года.